# Endless Optimism
Endless Optimism è l'album di debutto del duo musicale norvegese Elsa & Emilie, pubblicato l'8 settembre 2014 su etichetta discografica Sony Music Entertainment Norway.

## Tracce
1. Endless Optimism – 3:41
2. Run – 3:41
3. Another Day – 2:44
4. We Want It All – 3:16
5. All Our Money – 3:36
6. Firemaker – 4:45
7. Young and Beautiful – 3:33
8. Everybody Knows – 3:28

## Classifiche
| Classifica (2014) | Posizione massima |
| ----------------- | ----------------- |
| Norvegia          | 31                |